# Turks referendum over grondwetswijzigingen 2010
In Turkije werd op zondag 12 september 2010 een referendum gehouden over een aantal wijzigingen in de grondwet.

## Achtergrond
Na de militaire staatsgreep van 12 september 1980 werd er een nieuwe grondwet opgesteld, die door de militaire junta werd ontworpen. Precies 30 jaar na de staatsgreep wordt er een referendum gehouden over een aantal wijzigingen van deze grondwet.
Het Turkse parlement heeft in 2010 een reeks grondwetswijzigingen aangenomen. De amendementen behaalden niet de benodigde tweederdemeerderheid (67%), waardoor de wijzigingen meteen hadden kunnen worden doorgevoerd. De amendementen behaalden wel een meerderheid van 330 stemmen (60%). Dat aantal is vereist, willen de wijzigingen voorgelegd worden in een referendum aan het volk. De grondwetswijziging die het moeilijker maakt om politieke partijen te sluiten behaalde niet de meerderheid van 60%, waardoor het niet aanwezig is in het referendum.
Op 7 juli 2010 heeft het Turkse Constitutionele Hof enkele hervormingen van de grondwet verworpen. De rechters wezen echter de eis van de Turkse oppositie af om het hele pakket herzieningen ongrondwettelijk te verklaren.

## De veranderingen
De grondwetswijzigingen staan op volgorde van artikel zoals ze staan in de grondwet:
1. Positieve discriminatie.
- Gehandicapten, kinderen, senioren, vrouwen en de familieleden van gesneuvelde soldaten worden bevoordeeld.

2. Uitbreiding van privacyrecht.
- Het recht op privacy wordt in de grondwet verankerd. Het bijhouden van persoonlijke gegevens wordt verboden, tenzij het individu toestemming heeft gegeven. Iedereen zal het recht hebben om te weten of hun persoonlijke gegevens verzameld worden.

3. Uitbreiding vrijheid van beweging.
- Zolang er geen gerechtelijk bevel uitgevaardigd is, hebben burgers de vrijheid om naar het buitenland reizen.

4. Kinderrechten.
- Nieuwe wettelijke regelingen worden ingevoerd om kinderen beter te beschermen. De overheid krijgt meer ruimte om op te treden tegen kindermisbruik en geweld.

5. Vakbonden.
- Het verbod om lid te worden van meerdere vakbonden wordt opgeheven.

6. Cao-onderhandelingen.
- Ambtenaren krijgen het recht om cao-onderhandelingen te voeren.

7. Stakingsrecht.
- Beperkingen op politiek gemotiveerde stakingen en uitsluitingen zullen worden verwijderd om de rechten van werknemers te bevorderen. Vakbonden zullen niet aansprakelijk worden gesteld voor materiële schade aan een werkplek waar een staking wordt gehouden als gevolg van opzettelijk nalatig gedrag van de werknemers en de vakbonden.

8. Ombudsman.
- De functie van ombudsman wordt in het leven geroepen. Burgers kunnen met hun klachten naar de ombudsman.

9. Functie van parlementariërs.
- Parlementariërs verliezen hun functie niet wanneer de politieke partij waarvan ze lid zijn verboden wordt door het Turkse Constitutionele Hof.

10. Zittingsperiode van parlementaire raad.
- De voorzitter van de parlementaire raad (Türkiye Büyük Millet Meclisi Başkanlık Divanı) zal na de tweede verkiezing voorzitter blijven tot het eind van de desbetreffende wettelijke termijn, in plaats van drie jaar.

11. Hoge Militaire Raad.
- De beslissingen van de Hoge Militaire Raad worden onderworpen aan rechterlijk toezicht.

12. Algemene principes van ambtenaren.
- Bepalingen met betrekking tot ambtenaren en andere publieke werknemers worden geregeld door de wet, zonder afbreuk te doen aan de bepalingen inzake collectieve overeenkomst betreffende de financiële en sociale rechten.

13. Tuchtprocedure van ambtenaren.
- Disciplinaire maatregelen tegen ambtenaren worden onderworpen aan rechterlijk toezicht.

14. Toezicht op de gerechtelijke diensten.
- Toezicht op de gerechtelijke diensten en openbare aanklagers met betrekking tot hun administratieve taken wordt uitgevoerd door het Ministerie van Justitie door middel van inspecteurs. De procedures en beginselen inzake het toezicht worden vastgelegd in de wet.

15. Militaire rechtbanken.
- Burgers worden niet meer berecht bij militaire rechtbanken.

16. Samenstelling van het Constitutionele Hof.
- Het aantal rechters van het Turkse Constitutionele Hof zal veranderen van 11 rechters + 4 reserves naar 17 rechters. Hiervan worden 14 rechters benoemd door de president en 3 rechters door het parlement. Voorheen werden de 11 rechters alleen door de president benoemd. De rechters die door het parlement worden benoemd zullen met een tweederdemeerderheid worden gekozen.

17. Ambtstermijn leden van het Constitutionele Hof.
- De leden van het Constitutionele Hof worden gekozen voor een termijn van twaalf jaar in plaats van in dienst te blijven tot hun 65e. Een lid kan niet worden herkozen.

18. Taken en bevoegdheden van het Constitutionele Hof.
- Individuen mogen ook een beroep doen bij het Turkse Constitutionele Hof. Voorheen gebeurde dat alleen bij het Europees Hof voor de Rechten van de Mens. Naast de president, de premier, de ministers en andere hoge overheidsfunctionarissen, kunnen nu ook de voorzitter van het parlement en de opperbevelhebber van het Turkse leger voor het Hooggerechtshof (Yüce Divan) verschijnen. Men krijgt het recht om een rechterlijke herziening aan te vragen tegen de beslissingen van het Hooggerechtshof.

19. Operationele procedures van het Constitutionele Hof.
- Het Constitutionele Hof zal bestaan uit twee kamers en een plenaire vergadering. De organisatie van het Constitutionele Hof, de rechterlijke procedures van de plenaire vergadering en van de kamers worden vastgelegd in de wet; de werkprincipes, de organisatie van de kamers en commissies, en de verdeling van arbeid zal worden vastgelegd in het reglement van orde opgesteld door het Hof.

20. Militaire Hof van Cassatie
- Het Militaire Hof van Cassatie wordt alleen nog geregeld door de wet in overeenstemming met de beginselen van de onafhankelijkheid van de rechtbanken en de werkzekerheid van de rechters en niet meer door de eisen van de militaire dienst.

21. Militaire administratieve rechtbank
- De onafhankelijkheid van militaire rechtbanken wordt gegarandeerd.

22. Hoge Raad van Rechters en Aanklagers
- Het aantal leden van de Hoge Raad van Rechters en Aanklagers (HSYK) zal veranderen van 7 leden + 5 reserves naar 22 leden + 12 reserves. Een deel van de leden wordt gekozen door alle rechters en aanklagers in Turkije. HSYK krijgt een apart gebouw en begroting. Ontslagbesluiten worden onderworpen aan rechterlijk toezicht.

23. Sociaal-Economische Raad
- De Sociaal-Economische Raad wordt in de grondwet opgenomen. Dit adviesorgaan zal de regering helpen bij het vormen van economisch en sociaal beleid. Vergelijkbaar met de Nederlandse Sociaal-Economische Raad.

24. Immuniteit van coupplegers
- Coupplegers kunnen strafrechtelijk worden vervolgd voor hun misdaden.

## Positie van politieke organisaties

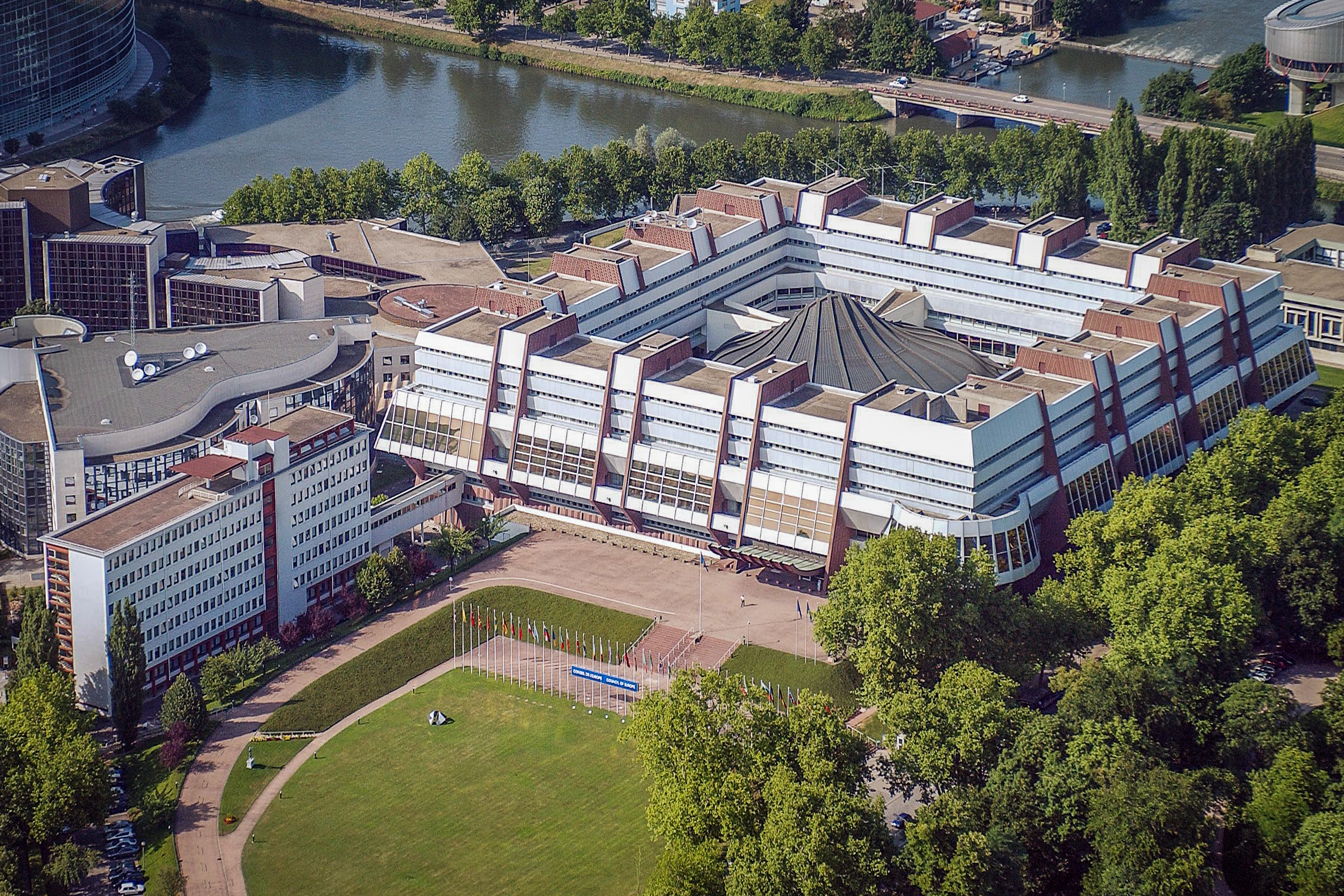
Turkije is sinds 1949 lid van de Raad van Europa

- Regeringspartij Partij voor Rechtvaardigheid en Ontwikkeling (AKP): voorstander.
- Oppositieleider Republikeinse Volkspartij (CHP): tegenstander.
- Nationalistische Partij van de Nationalistische Beweging (MHP): tegenstander.
- Koerdische Democratische Regio Partij (BDP): tegenstander/boycot van de stembussen.

De gespecialiseerde juridische adviesgroepen van de Raad van Europa hebben hun steun geuit voor de grondwetswijzigingen.

## Uitslag
|                                                      | Aantal     | Percentage |
| ---------------------------------------------------- | ---------- | ---------- |
| Stemgerechtigden                                     | 52.051.828 | 100,00%    |
| Opkomst                                              | 38.369.215 | 73,71%     |
| Onthoudingen                                         | 13.682.613 | 26,29%     |
| Van de uitgebrachte stemmen                          |            |            |
| Geldige stemmen                                      | 37.644.051 | 98,07%     |
| Ongeldige stemmen                                    | 725.164    | 1,93%      |
| Van de geldige stemmen was de uitkomst               |            |            |
| Voorstanders                                         | 21.787.610 | 57,88%     |
| Tegenstanders                                        | 15.856.441 | 42,12%     |
| Totaal                                               | 37.644.051 | 100,00%    |
| Bron: - Turkse Kiescommissie (YSK - www.ysk.gov.tr)) |            |            |